# Manuel I Komnen
Manuel I Komnen (gr. Μανουήλ Α' Κομνηνός, Manouēl I Komnēnos; ur. 28 listopada 1118, zm. 24 września 1180) – syn cesarza Jana II Komnena i Piroski Węgierskiej. Był czwartym cesarzem bizantyńskim z dynastii Komnenów. Był ostatnim z Komnenów, który uczynił Cesarstwo Bizantyńskie najpotężniejszym państwem w basenie Morza Śródziemnego. Manuel I prowadził odważną i ambitną politykę prozachodnią. Sprzymierzył się z papieżem Hadrianem IV przeciwko Rogerowi II, królowi Sycylii. Przeprawił armie II krucjaty przez terytorium cesarstwa. Uczynił z Bizancjum prawdziwego hegemona Bałkanów, zadając klęskę Węgrom. Uzależnił od siebie państwa krzyżowe. Jednak jego sukcesy przeplatają się z klęskami – nieudana inwazja na Egipt Fatymidów i wreszcie klęska w bitwie pod Myriokefalon, która przez wielu jest uznawana za największą porażkę Bizancjum od czasu bitwy pod Manzikertem.

## Zdobycie władzy

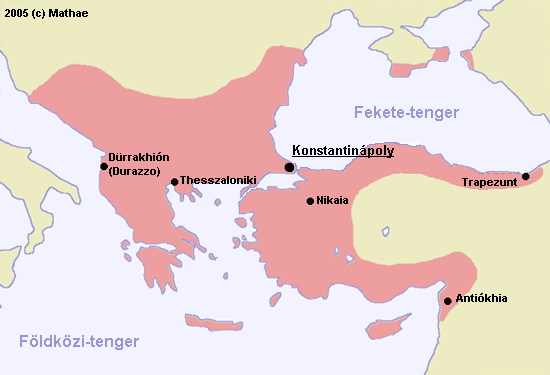
Cesarstwo Bizantyńskie w 1180

Manuel Komnen był czwartym synem Jana II i Piroski Węgierskiej. Miał niewielkie szanse na objęcie tronu po ojcu. Jednak w 1143 Manuel został wybrany na następcę przez ojca, mimo że żył jego starszy brat Izaak, a dwaj starsi bracia zmarli w 1142. Po śmierci ojca 8 kwietnia 1143 został proklamowany na cesarza przez armię Jana II, który zmarł w Cylicji w czasie wyprawy do Jerozolimy. Zaraz po śmierci ojca Manuel uznał, że musi szybko wrócić do Konstantynopola i koronować się na cesarza. Wprzód wysłał do miasta swego sekretarza Jana Axoucha z rozkazem uwięzienia rywala do tronu Izaaka. Jan Axouch przybył do stolicy, nim dotarła tam wieść o śmierci cesarza. Szybko zapewnił lojalność miasta dla Manuela. Gdy przybył do stolicy w sierpniu 1143, został koronowany na cesarza przez nowego patriarchę Michała Kourkouasa. Po ustabilizowaniu swej pozycji rozkazał uwolnić Izaaka.

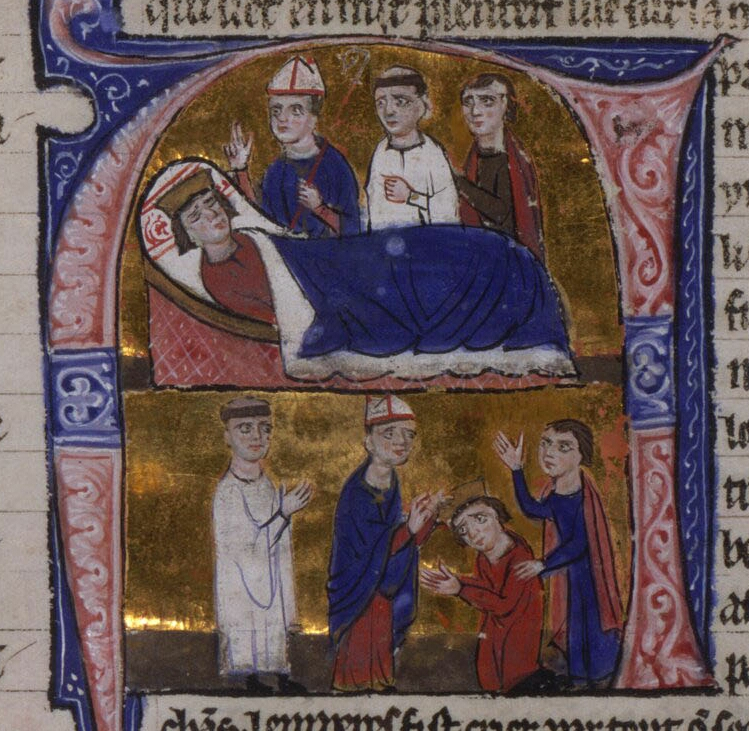
Śmierć Jana II Komnena oraz koronacja Manuela I Komnena (miniatura z manuskryptu Wilhelma z Tyru z XIII w.)

## II krucjata
W 1143 Manuel przyzwolił na przemarsz armii II krucjaty, prowadzonej przez cesarza Konrada III i króla Francji Ludwika VII. Mieszkańcy Cesarstwa obawiali się, że ich wioski i miasta zostaną złupione przez obce armie. Bizantyńskie wojska podążały za krzyżowcami, pilnując, aby ci nie wyrządzili żadnych szkód. Część wojsk stacjonowała w Konstantynopolu gotowa do obrony miasta przed jakimkolwiek aktem agresji. Manuel dla bezpieczeństwa nakazał też naprawić mury stolicy. W 1148 cesarz nakłonił Konrada III do sojuszu przeciwko Rogerowi III królowi Sycylii. Sojusz był umocniony poprzez wcześniejsze małżeństwo Manuela z siostrzenicą Konrada Bertą von Sulzbach. Sojusz został zawarty, jednak nic z niego nie wyszło, gdyż cesarz zmarł 4 lata później w 1152.

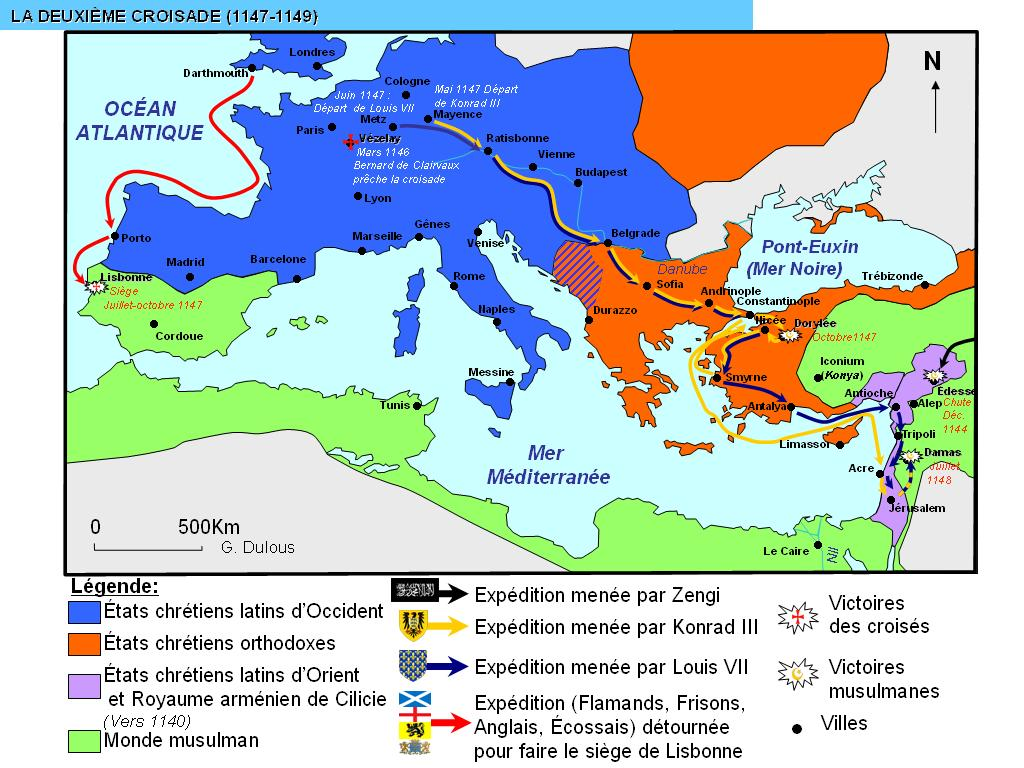
Mapa II Wyprawy Krzyżowej

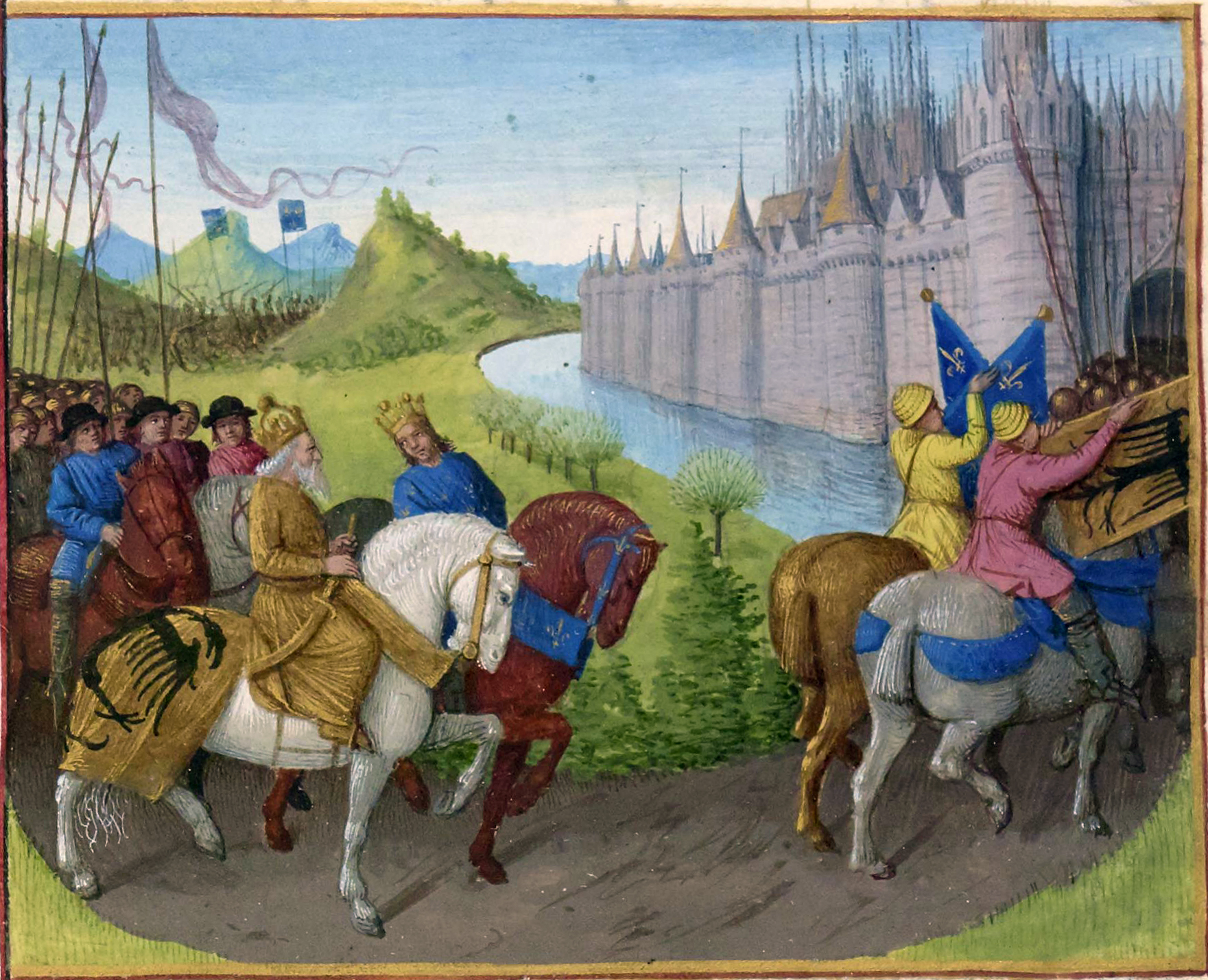
Przybycie wojsk II krucjaty do Konstantynopola – Jean Fouquet

## Zatargi z Renaldem de Chatillon
Renald z Chatillon był francuskim rycerzem, który przybył do Ziemi Świętej wraz z armią II krucjaty. Zaciągnął się na służbę do króla Jerozolimy Baldwina III. Wkrótce w Antiochii poznał Konstancję, wdowę po księciu Rajmundzie z Poitiers, dwa lata później, w 1153, zostali małżeństwem, a Renald został księciem. Zmiana u sterów władzy w lennym wobec Cesarstwa księstwie nie spodobała się Manuelowi. Niechęć cesarza do Renalda osiągnęła apogeum, gdy dotarła do niego wieść o inwazji księcia na bizantyński Cypr (1156). Do niewoli dostał się namiestnik Cypru, bratanek cesarza, Jan Komnen, a wyspa została złupiona przez wojska Renalda. Reakcją Manuela była wyprawa (1158-1159) przeciwko Renaldowi i jego sojusznikowi Torosowi, królowi Małej Armenii. Miasta Cylicji poddały się szybko, widząc ogromną armię Manuela, a król Toros przetrwał, kryjąc się w górach. Cesarz przekroczył Cylicję i wkroczył na ziemie Renalda, ruszając w kierunku Antiochii. Renald widząc, że nie ma szans pokonać cesarskiej armii, ukorzył się przed cesarzem odziany w wór pokutny i błagał cesarza o przebaczenie. Cesarz wybaczył mu, postawił jednak trzy warunki. Zamek w Antiochii miał być oddany załodze bizantyńskiej. Oddziały Renalda miały być oddane pod dowództwo Manuela. Ostatni warunek to zastąpienie łacińskiego patriarchy Antiochii patriarchą greckim. Manuel zrezygnował z tego ostatniego warunku prawdopodobnie po rozmowie z królem Baldwinem III, który także przybył do Antiochii. Po tych ustaleniach cesarz Manuel wkroczył uroczyście do Antiochii wraz ze swą armią, a Renald i król Baldwin szli pieszo.
W maju 1159 roku na czele zjednoczonej armii chrześcijańskiej cesarz wyruszył na wschód do utraconej przez krzyżowców Edessy, ale zrezygnował z tej kampanii po tym, jak wynegocjował uwolnienie chrześcijańskich jeńców u Nur ad-Dina, władcy Damaszku. Zadowolony ze swych poczynań Manuel udał się w drogę powrotną do Konstantynopola. Po drodze armia Manuela została zaskoczona przez Turków. Mimo zasadzki cesarz odniósł zwycięstwo, a Turcy zostali całkowicie wyparci z Izaurii.

## Sojusz z papieżem Hadrianem IV i wojna z Rogerem II królem Sycylii

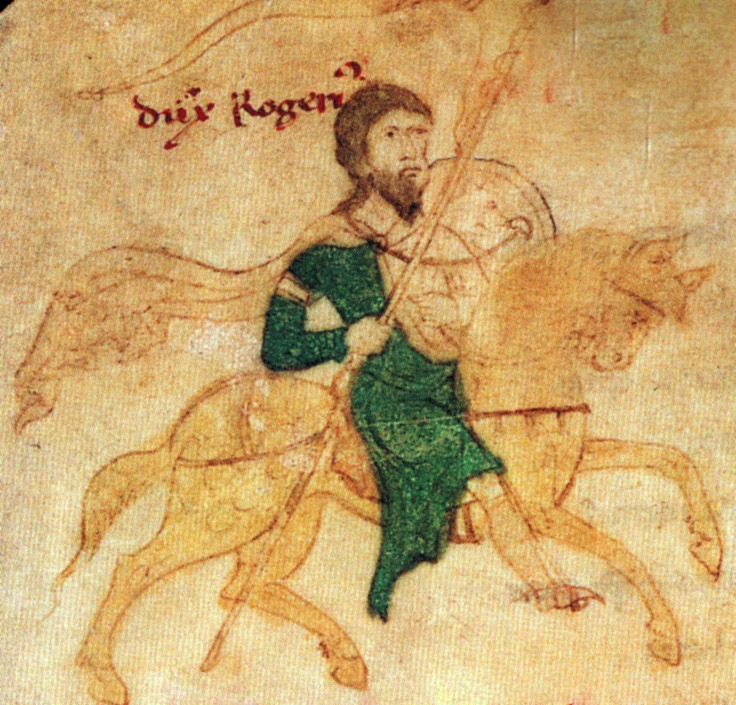
Roger II, król Sycylii

W 1147 normański król Sycylii Roger II de Hauteville zdobył i splądrował bizantyńską wyspę Korfu. W tym czasie Manuel musiał stawić czoła inwazji Kumanów na Bałkany. Cesarz uzyskał jednak pomoc Wenecji w 1148. Wenecjanie szybko pokonali Rogera dzięki swej potężnej flocie. W 1149 Manuel odzyskał Korfu i rozpoczął przygotowania do kontrofensywy przeciwko normańskim najeźdźcom. Cesarz w 1155 wysłał Michała Paleologa i Jana Dukasa na czele armii do Apulii.
Dwaj dowódcy mieli uzyskać wsparcie od cesarza rzymskiego Fryderyka I Barbarossy, którego wojska znajdowały się w północnej Italii. Fryderyk odmówił jednak wsparcia przeciwko Normanom, gdyż jego wojska domagały się jak najszybszego powrotu na północ. Mimo niepowodzenia Manuel z pomocą lokalnych baronów z niezwykłą szybkością zajmował kolejne zamki, których przekupieni obrońcy poddawali twierdze greckiej armii. Cała południowa Italia podniosła bunt przeciwko królowi Rogerowi. Miasto Bari, dawna stolica bizantyńskiej prowincji, z entuzjazmem powitała cesarskie wojska. Manuel, widząc swe sukcesy, zaczął śnić o odbudowie cesarstwa rzymskiego oraz unii kościelnej między greckim Kościołem prawosławnym, a Kościołem katolickim w ramach sojuszu z papieżem Hadrianem IV.

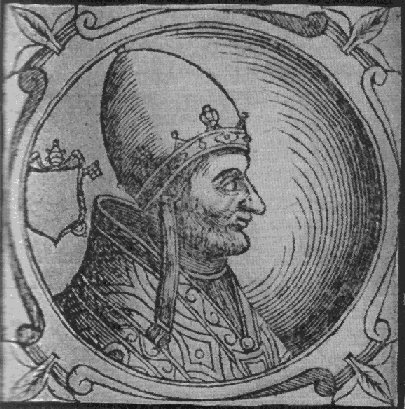
Papież Hadrian IV

Południowe Włochy w 1112 r. (czarna linia wyznacza zasięg terytorialny Królestwa Sycylii w momencie śmierci Rogera II w 1054 r.)

Dla Hadriana IV sojusz z Manuelem był doskonałą okazją do pozbycia się Normanów, z którymi Państwo Kościelne nigdy nie miało dobrych stosunków, a ich agresywna polityka była niebezpieczna dla Rzymu. Za to perspektywa wspólnej granicy z bardziej „cywilizowanym” Cesarstwem Bizantyńskim wydawała się bardziej komfortowa. Sojusz Hadriana IV i Manuela I miał być końcem Rogera II. Pomimo nowego przymierza kampania sycylijska zakończyła się fiaskiem. Punktem zwrotnym okazała się bitwa pod Brindisi, gdzie armia Jana Dukasa została pokonana przez wojska sycylijskie atakujące na lądzie i morzu. Główną przyczyną porażki była dezercja najemników zaciągniętych przez Manuela, którzy za udział w bitwie zażądali większego wynagrodzenia. Bitwa okazała się kompletnym fiaskiem Greków, a Jan Dukas został pojmany. Porażka pod Brindisi położyła kres bizantyńskiemu panowaniu w południowej Italii, a armia cesarza w 1158 opuściła Półwysep Apeniński. Fiaskiem zakończyła się też unia Kościołów. Jej warunki okazały się nie do przyjęcia dla Manuela. Papież żądał uznania siebie za głowę kościoła, co odebrałoby Manuelowi jego cesarski autorytet. Takie warunki unii zostałyby na pewno przyjęte na Zachodzie, spotkałyby się za to z silną dezaprobatą greckiego duchowieństwa i społeczeństwa, które i tak miało dość prołacińskiej polityki cesarza. Kampania sycylijska okazała się dla Manuela militarnym i dyplomatycznym fiaskiem.

## Wojny bizantyńsko-węgierskie

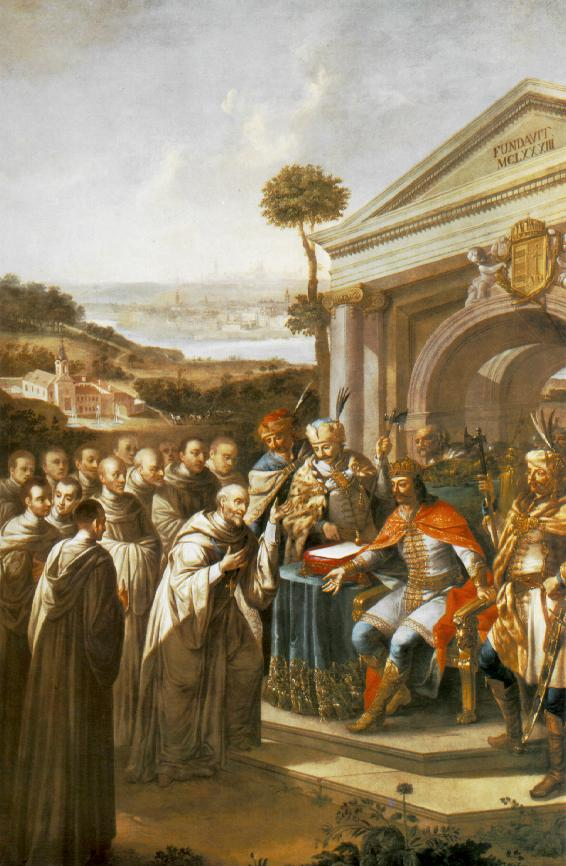
Przyszły król Węgier Bela III był bliski zostania cesarzem Bizancjum

Północne granice Cesarstwa Bizantyńskiego pozostawały niezmienne od czasów podbojów Bazylego II Bułgarobójcy, który w latach 990-1014 prowadził zakończoną sukcesem wojnę z Bułgarią. Od tamtej pory północne granice Cesarstwa były nękane tylko najazdami Pieczyngów,, z którymi skutecznie walczył Jan II. Manuel przystąpił do ofensywy, zajmując Serbię w latach 1150-1152. Prowadził też wojny z Królestwem Węgierskim – największym rywalem Bizancjum na Bałkanach. W latach 1163–1168 poprowadził zwycięską kampanię zakończoną rozbiciem armii węgierskiej w bitwie pod Sirmium. Dzięki tej wojnie poszerzył granice państwa o Dalmację, Bośnię i Chorwację, a węgierski następca tronu Bela III został wysłany do Konstantynopola, aby kształcić się na dworze Manuela. Bela poślubił też córkę cesarza Annę, przybrał imię Aleksy i został następcą bizantyńskiego tronu. Miało to połączyć Cesarstwo i Węgry unią. Jednak gdy tylko Manuel zyskał męskiego potomka, zaręczyny Beli i Anny zostały zerwane, a plany unii porzucone.

## Inwazja na Egipt

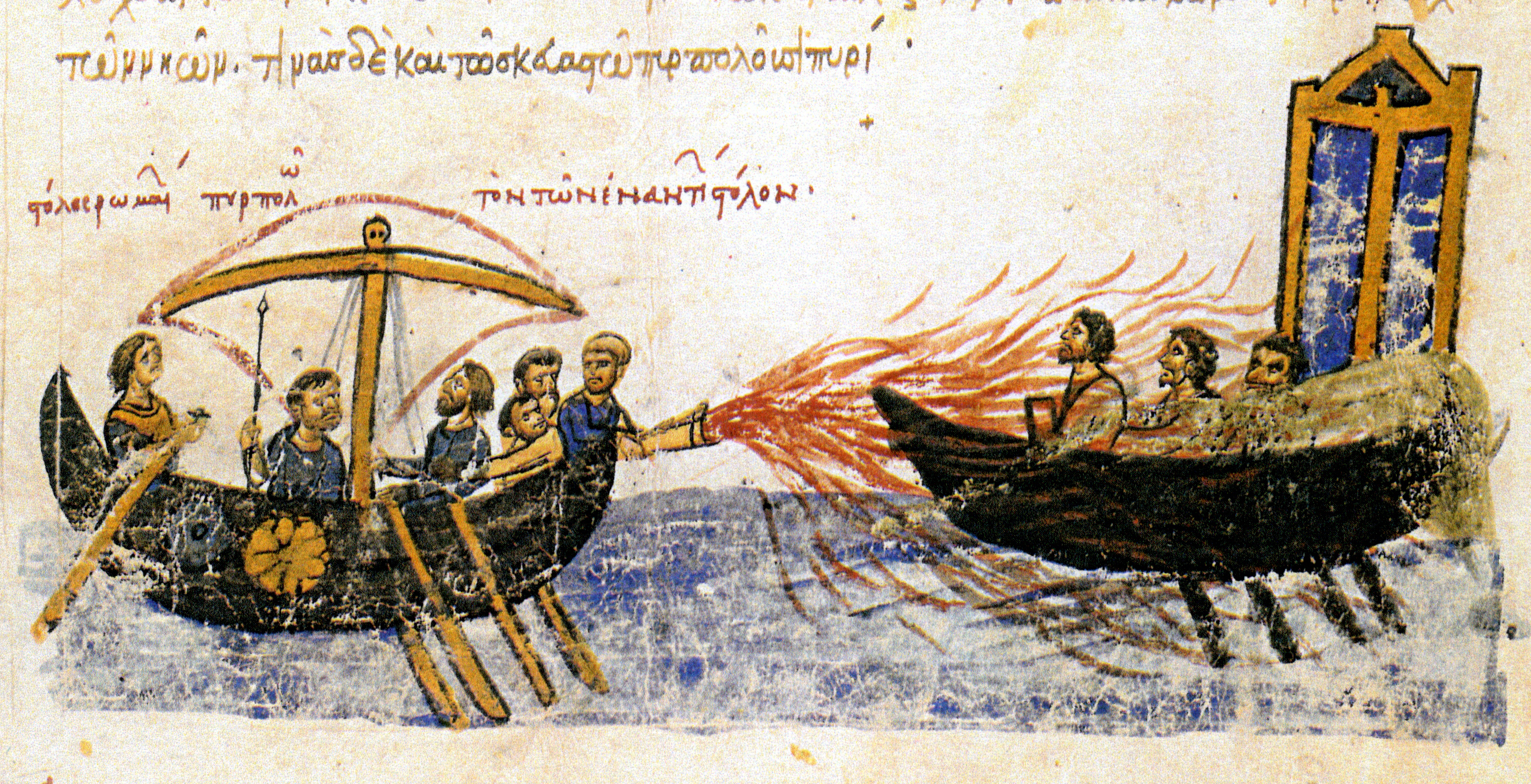
Manuskrypt ukazujący bizantyński okręt wyposażony w grecki ogień

Egipt, starożytna prowincja Cesarstwa rzymskiego, od VII wieku znajdował się w rękach Arabów. W dużej mierze dzięki jego bogactwom Cesarstwo Wschodniorzymskie przetrwało najazdy barbarzyńców, którzy zniszczyli zachodnią część Cesarstwa. Bogata kraina nad Nilem była też w centrum zainteresowań krzyżowców z Królestwa Jerozolimskiego. Zdobycie go było zbyt dużym wyzwaniem dla łacinników, którzy swoją szansę mogli upatrywać tylko w sojuszu z cesarzem Manuelem. W 1168 sojusz pomiędzy Bizancjum a Jerozolimą został zawarty, a rok później Manuel wysłał ekspedycję do Egiptu, na której czele stanął król Jerozolimy Amalryk I. Cesarz wystawił ogromną, liczącą 200 okrętów flotę, wyekwipowaną w ogień grecki i maszyny oblężnicze. Wielka wyprawa nie powiodła się. Bizantyńska flota wyruszyła do Egiptu z zaopatrzeniem tylko na trzy miesiące i zawróciła po nieudanej próbie zdobycia Damietty przez krzyżowców. Wyprawa na Egipt miała negatywny, długofalowy skutek dla Cesarstwa Bizantyńskiego. Wyprawa ta zbiegła się ze wzrostem siły Wenecji i Kilidż Arslana II sułtana Ikonion. Ogromne koszty, jakie pochłonęła wyprawa, mogły być lepiej wykorzystane na wyprawę przeciwko Kilij Arslanowi, co mogło raz na zawsze rozwiązać problemy Bizancjum z Turkami i odzyskać cały półwysep Anatolijski. Kilij Arslan w tym czasie wyeliminował swych rywali i umocnił swą pozycję w Azji Mniejszej. Saladyn, kurdyjski wódz wykorzystał klęskę Bizancjum i sam zajął Egipt, a w przyszłości Jerozolimę.

## Sułtan Kilidż Arslan II i klęska pod Myriokefalon

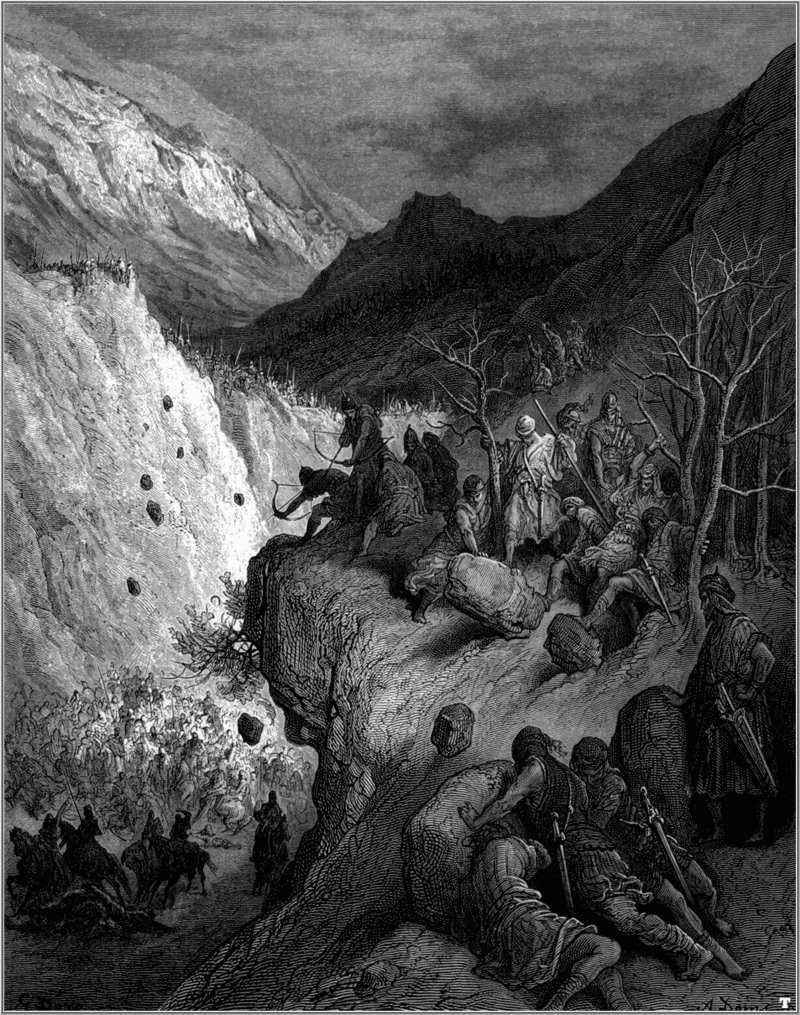
Zasadzka pod Myriokefalon położyła kres planom Manuela o zajęciu Ikonion i wyparciu Turków z Anatolii, obraz Gustava Doré

Manuel podobnie jak ojciec chciał wyprzeć Turków Seldżuckich z Azji Mniejszej. W 1162 po zwycięskiej wojnie część terytoriów centralnej Anatolii z miastem Sivas miała zostać włączona do Cesarstwa Bizantyńskiego. Seldżucy nie mieli jednak zamiaru przestrzegać postanowień rozejmu. Manuel zdecydował się zlikwidować zagrożenie tureckie raz na zawsze. Na wyprawę wyekwipował całą Cesarską Armię i ruszył na Seldżucką stolicę Ikonion. Cesarz był bardzo pewny siebie i był zdecydowany wydać Turkom bitwę. Jego porywczość mogła mieć wpływ na podjętą przez niego decyzję, gdy u wejścia do doliny Meandra spotkał tureckich ambasadorów, którzy proponowali pokój na korzystnych dla Manuela warunkach. Większość dowódców Manuela doradzała cesarzowi przyjęcie warunków pokoju, ale młodsi i bardziej porywczy doradcy radzili nie iść na ugodę. Nieszczęśliwie dla siebie Manuel posłuchał tych ostatnich. Przed ostateczną klęską cesarz popełnił kilka taktycznych błędów, jak choćby niewysłanie oddziału, który mógł zbadać przejście przez wąski wąwóz. Niezbadanie przejścia zmusiło armię Manuela do obrony w wąskim górskim przejściu. 17 września 1176 armia bizantyńska została powstrzymana przez armię Kilidż Arslana II w bitwie pod Myriokefalon. Maszyny oblężnicze mające posłużyć do zdobycia Ikonion zostały zniszczone, a Manuel został zmuszony do odwrotu. Bitwę opisuje się często jako ogromną katastrofę i największą klęskę od czasu bitwy pod Manzikertem 105 lat wcześniej oraz jako koniec armii Bizancjum. Nie jest to prawdą, gdyż większość poważnych strat została poniesiona na prawym skrzydle dowodzonym przez Baldwina księcia Antiochii, który poległ w bitwie. W następnym roku armia Manuela rozbiła turecki kontratak i odzyskała część utraconych terytoriów w 1177. Cesarz nie zaatakował już nigdy Turków, którzy po śmierci Manuela zaczęli coraz głębiej wkraczać na terytorium Cesarstwa. Klęsce winny był Manuel, który roztrwonił ogromne środki na nieudane i niepotrzebne konflikty w Italii i Egipcie, zaniedbując największe zagrożenie – Turków Seldżuckich. W czasie jego niepotrzebnych konfliktów, Seldżucy rośli w siłę i ostatecznie byli dość silni, aby pokonać bizantyńską armię. Droga do odzyskania całej Azji Mniejszej została zamknięta na zawsze.

## Panowanie Manuela I – skutki dla Cesarstwa Bizantyńskiego

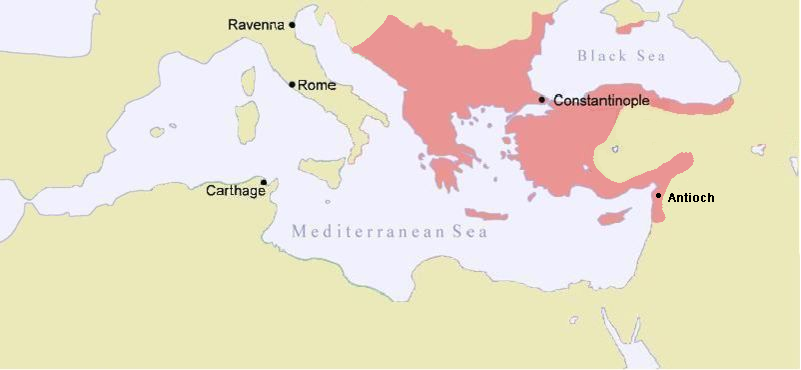
Cesarstwo Bizantyńskie za panowania Manuela I Komnena

Rządy Manuela I Komnena znacznie różniły się od poprzedników. Panowanie Aleksego I i Jana II Komnenów to próba odbudowy Bizancjum po klęsce w bitwie pod Manzikertem i inwazji Alp Arslana. Manuel był bardziej energiczny od ojca. Widział szanse na budowę potęgi Cesarstwa w sojuszach z papieżem i krzyżowcami. Chciał odbudować dawną chwałę Bizancjum, choćby z czasów Bazylego II. Jego ambicje jednak go przerosły. Poniósł kilka istotnych porażek w południowej Italii, w Egipcie i wreszcie pod Myriokefalon z Turkami Seldżuckimi. Jego polityka sojuszy z państwami łacińskimi wywołała nową falę nienawiści do wszystkiego co zachodnie pośród greckich mieszkańców, czego skutkiem był pogrom ludności łacińskiej i przybyszów z Zachodu w Konstantynopolu w dwa lata po śmierci cesarza, czyli w 1182 roku. Polityka prozachodnia sprawiła, że niezadowolona z niej bizantyńska arystokracja poparła zamach stanu Andronika Komnena, który zamordował syna Manuela, młodego cesarza Aleksego II w 1183. Niemniej jednak Manulel w chwili śmierci pozostawił państwo bogate i przeżywające okres pokoju; zawarł traktaty ze wszystkimi sąsiadami, a nawet w Italii miał sporo zwolenników. Jego reputacja na Zachodzie i w Ziemi Świętej była wyśmienita.  Wraz ze śmiercią Manuela zakończył się okres świetności Cesarstwa Bizantyńskiego. Po śmierci Andronika I Komnena na tron wkroczyła dynastia Angelosów, których niekompetencja i konfliktowość doprowadziły do upadku Cesarstwa i zdobycia Konstantynopola przez rycerzy IV krucjaty.

## Rodzina

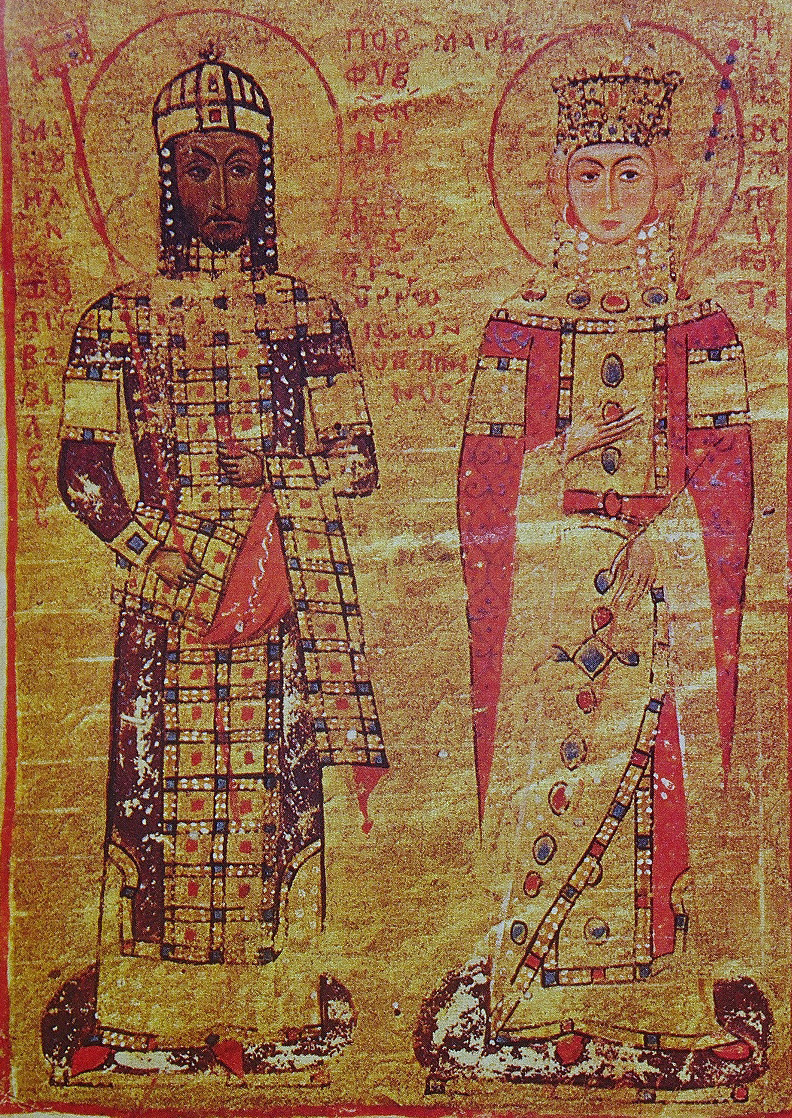
Miniatura z manuskryptu przedstawiająca Manuela I i Marię, Biblioteka Watykańska.

Manuel był żonaty dwukrotnie. Pierwszą żoną była Berta von Sulzbach, siostrzenica Konrada III, zmarła w 1159. Miał z nią dwie córki:
1. Marię Komnenę (1152-1182), żonę Rajniera z Montferratu, syna Wilhelma V – markiza Montferratu,
2. Annę Komnenę (1154-1158).

Drugą żoną Manuela była Maria z Antiochii (zmieniła imię na Ksena), córka Rajmunda z Poitiers i Konstancji z Antiochii.
Miał z nią syna:
1. Aleksego II Komnena (1169-1183), następcę Manuela I.